# Satya-Yuga
Satya Yuga (Sanskrit सत्य युग), auch Krita Yuga (Sanskrit कृत युग Kṛta yuga) genannt, ist das erste und vollkommenste von vier in den hinduistischen heiligen Schriften beschriebenen Yugas oder Weltaltern. Es steht am Beginn eines Maha-Yuga-Zyklus. Dem Satya Yuga folgt das Treta-Yuga. Es dauert viermal so lange wie das Kali-Yuga, also 4 × 432.000 = 1.728.000 Jahre.
Das Lebensgesetz (Dharma) wird in diesem Zeitalter zur Gänze verwirklicht.
Satya bezeichnet „Wahrheit“, „Rechtschaffenheit“ und „Tugend“. Satya Yuga ist demnach das „Zeitalter der Wahrheit“ bzw. der Tugend. Kṛta ist das Partizip Perfekt von kṛi, tun, also übersetzt „getan“, „vollendet“, „vollbracht“. Es ist also das Zeitalter der Vollendung. Gleichzeitig bezeichnet Kṛta den „Vierer“, Siegerwurf im Würfelspiel, der den totalen Gewinn bringt.
Weniger prosaisch verbindet sich mit der Vierheit das Konzept der Vollständigkeit: alles Ganze, in sich Abgeschlossene und in sich Ruhende verfügt über seine vier Viertel (pāda) bzw. steht auf vier Beinen.
So hat auch die als Kuh dargestellte Gottheit des Dharma in diesem Yuga auf vier Füßen stehend stabilen Stand. Das Dharma ist hier zu verstehen als Sanatana-Dharma, das die Ordnung des Rita aufrechterhaltende Weltgesetz.
Dementsprechend ist in diesem Zeitalter alles schlechthin ideal und wie es sein soll: Die Brahmanen sind heilig, die Könige sind gerecht und Bauern und Handwerker dienen gehorsam und voller Hingabe.
Im Manusmriti, dem „Gesetzbuch des Manu“ wird die Dauer des Satya Yuga als 4000 Jahre zuzüglich einer vorangehenden und folgenden Übergangszeit von jeweils 400 Jahren angegeben, also insgesamt 4800 Jahre.
Dem Bhagavatapurana entsprechend wird allerdings diese Angabe als auf die Zeitrechnung der Götter bezogen betrachtet, bei denen ein Jahr 360 menschlichen Jahren entspricht, die Dauer des Satya Yuga in menschlichen Jahren ist daher 4800 × 360 = 1.728.000 Jahre.
Die Überzeugung von einem Goldenen Zeitalter als erstes von vier Zeitaltern vertritt auch eine Neue Religiöse Bewegung (NRB), die Brahma Kumaris World Spiritual University (BKWSU). Im Gegensatz zur hinduistischen Auffassung beträgt aber das Satya Yuga der Brahma Kumaris nur etwa 1.250 Jahre. Diese Zeit bildet mit dem darauffolgenden Silbernen Zeitalter die paradiesische Epoche der Menschheitsgeschichte. Die Menschen des Garten Eden sollen aufgrund ihrer Tugend, inneren Stärke und Zufriedenheit geradezu gottgleich sein. Die Herrschaftsform ist eine Monarchie. Sozialneid ist unbekannt, der Umgang untereinander ist gewaltlos und stattdessen liebevoll.